# 김윤태 (2004년)
김윤태(金玧台, 2004년 2월 5일 ~ )는 대한민국의 바둑 기사이다. 은퇴 기사 김윤태(金潤泰) 6단과 동명이인이다.

## 약력
경기도 부천시 출신이다. 류동완 바둑도장에서 류동완, 류민형 형제 사범의 바둑 지도를 받았다. 2017년 이창호배 중고등부에서 우승했고, 2020년 제4기 위대한 탄생 영스타리그에 출전하여 우승을 차지했다. 2022년 5월, 제150회 연구생 입단대회를 통해 입단했다. 같은해 10월, 2단으로 승단했다.